# 皮亞特·海恩 (數學家)

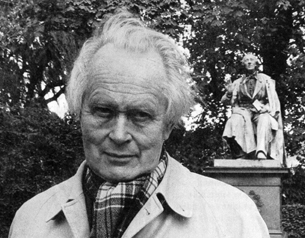
皮亞特·海恩

皮亞特·海恩（丹麥語：Piet Hein，1905年12月16日—1996年4月18日），生於丹麥哥本哈根，是科學家、數學家、發明家、詩人和作家，筆名“Kumbel”（意即“墓碑”）。

## 生平
他曾於哥本哈根大學的理論物理學研究院（後來的尼爾波爾研究院)和丹麥科技大學修讀。1972年，耶魯大學頒了榮譽博士學位予他。1996年，他死於菲英島，自己的家裏。
他是荷蘭英雄、另一個皮亞特·海恩(Piet Pieterszoon Hein, 1577-1629)的後代。

## 工作
- 多篇的短小、富哲理的Grook
- 主張使用超橢圓線在城市規劃、傢俬設計及其他範疇

發明的遊戲：
- 六貫棋
- Morra
- Polytaire
- Tangloids
- TacTix
- Tower
- 索瑪立方塊

## 引用書目
- "A Poet with a Slide Rule: Piet Hein Bestrides Art and Science," by Jim Hicks, Life Magazine, Vol. 61 No. 16, 10/14/66, pp.55-66
- Grooks, by Piet Hein,  (1998) Borgens Forlag; ISBN 8741810791
- Collected Grooks I, by Piet Hein Borgens Forlag; ISBN 8721018596
- Collected Grooks II, by Piet Hein Borgens Forlag; ISBN 8721018618

## 外部連結
- Piet Hein Homepage （页面存档备份，存于）
- Notes on Piet Hein
- Grooks by Piet Hein

1. ↑  . 維基百科.   [2025-02-21] （英语）.